# المجلس العلمي للإفتاء (الجزائر)
المجلس العلمي للإفتاء التابع لوزارة الشؤون الدينية الجزائرية يعتبر الجهة المخوّلة لها للإفتاء في الجزائر ويتكون المجلس من علماء وخبراء في المجالات التي يتم التناقش حولها لإصدار الفتوى إضافة إلى ممثلي المجلس العلمي التابع لوزارة الشؤون الدينية والأوقاف.
وإلى جانب المجلس العلمي الوطني تم تأسيس مجالس علمية خاصة بكل ولاية.
دور المجلس العلمي للإفتاء هو الإفتاء والتوجيه الديني والبت في المسائل الفقهية التي تطرأ من حين إلى آخر أو الإجابة على أسئلة المواطنين.
تنظم جلسة عامة كل سنة لكل المجالس العلمية للولايات يتم من خلالها تقييم كل المسائل الفقهية التي طرحت و التي تم الإفتاء فيها و من ثم تدخل ضمن "التراث الفقهي الجزائري"
وعقد المجلس أول دورة له أيام 18 و 19 جوان 2014 بغرداية وأفتى خلالها ب:
1. تحريم صعق الدواجن قبل ذبحها وتحريم أكل لحوم هاته الدواجن
2. إلغاء القرض الحسن المعمول به حاليا وتعويضه إما بتمليك فوري للمستفيد أو الاستثمار المنتهي بالتمليك
3. جواز الحج هذا الموسم رغم تهديد فيروس كورونا مع لزوم اتخاذ التدابير الوقائية